# Вија Национале (Авелино)
Вија Национале је насеље у Италији у округу Авелино, региону Кампанија.
Према процени из 2011. у насељу је живело 109 становника. Насеље се налази на надморској висини од 511 м.